# Ruhulla Axundov
Ruhulla Əli oğlu Axundov (ur. 13 stycznia 1897 we wsi Şüvəlan w guberni bakijskiej, zm. 21 kwietnia 1938) – radziecki i azerbejdżański polityk, dziennikarz i publicysta, I sekretarz KC Komunistycznej Partii (bolszewików) Azerbejdżanu w latach 1925–1926.

## Życiorys
Skończył szkołę handlową, 1917-1919 członek grupy azerskich Lewicowych Eserowców, 1918 redaktor gazety „Izwiestija” w Baku, 1919 redaktor gazety „Kommunist” i gazety „Hürriyyət” w Baku, od maja 1919 w RKP(b), 1920–1921 kierownik Wydziału ds. Pracy na Wsi KC Komunistycznej Partii (bolszewików) Azerbejdżanu, 1922–1924 sekretarz odpowiedzialny Bakijskiego Komitetu KP(b)A, 1924–1925 i ponownie 1926-1928 II sekretarz KC KP(b)A, 1925–1926 I sekretarz KC tej partii. 1924–1928 dyrektor wydawnictwa „Azərnəşr”, od 1927 ludowy komisarz oświaty Azerbejdżańskiej SRR, 1928–1929 studiował w Instytucie Czerwonej Profesury, od 1929 redaktor pisma „Bakinskij raboczij”, od 8 maja do 19 listopada 1930 III sekretarz Zakaukaskiego Krajowego Komitetu WKP(b), 1930–1933 pracownik Instytutu Historii Partii przy KC WKP(b) i członek kolegium redakcyjnego pisma „Riewolucyja i nacyonalnosti”, od 1933 szef Urzędu ds. Dzieł Sztuki przy Radzie Komisarzy Ludowych Azerbejdżańskiej SRR, 1936 zastępca przewodniczącego azerbejdżańskiej filii Akademii Nauk ZSRR i dyrektor Instytutu Historii i Archeologii tej filii. 27 stycznia 1936 odznaczony Orderem Lenina. 17 grudnia 1936 aresztowany, następnie skazany na śmierć i rozstrzelany. Pośmiertnie zrehabilitowany w 1955.